# 流通地理学
流通地理学（りゅうつうちりがく）は、流通と都市空間のかかわりを研究する地理学のアプローチである。流通業を形成する卸売業・小売業などの個別業種の商圏や立地特性を検討する。研究の視点としては、業態転換などの大規模流通企業の経営戦略・オペレーションノウハウと都市空間とのかかわりが挙げられる。

## 概要
流通地理学が扱う生産から消費に至る流通過程において、最終段階は小売業と消費者の結びつきであり、小売業に至るまでの流通過程は卸売業や製造業が担っている。生産⇒中間流通(卸売業)⇒末端流通(小売業)という流通チャネルによって説明される。
伝統的に経済地理学では、生産部門に関する研究が盛んである一方、流通・消費の過程が系統地理学で扱われることは殆どなく、小売業・卸売業が中心地機能として位置づけられ、都市地理学の分野や商業集積を検討して商業地理学の分野で扱われることが多かった。そこで、長谷川典夫が1984年に著書の『流通地域論』で商業地理学、交通地理学、都市地理学を融合させた流通地理学の概念を提唱した。
地理学での流通に関する研究では、1974年に長谷川典夫が、1995年に箸本健二がそれぞれ流通の末端部分である小売業を扱うことが主流であると指摘している。また、1995年の時点においては流通チャネルの各段階を水平的に取り扱う研究が主流であり、垂直的に流通チャネル全体のフローを扱った研究は少なかった。
1990年代以前の流通地理学では、小売企業の立地戦略と市場の分析などによる収入因子の分析が主流であり、仕入れや経営に係る費用因子は等閑視されていた。1990年代以降は費用因子にも着目し、企業間競争によって生じる空間的パターンと企業主導の物流システムの構築を扱っている。また、規制緩和、情報化、グローバル化によって流通システムが再編された1990年代には、大手流通資本やチェーンストアと中心市街地との連関や立地展開、技術革新や政策の転換と流通システムとの連関、流通資本の国際展開などが研究されるようになった。